# Молдабеков, Ануарбек Абыханович
Ануарбек Абыханович Молдабеков (каз. Әнуар Абыханұлы Молдабеков; 20 мая 1938, Илийский район, Алматинская область, Казахская ССР — 9 августа 1985, Алма-Ата) — советский и казахский актёр кино и театра. Народный артист Казахской ССР (1976), лауреат Государственной премии Казахской ССР (1967).

## Биография
Родился 20 мая 1938 года в совхозе Комсомол Илийского района Алматинской области. Принадлежит к роду Ысты из Старшего Жуза.
В 1958 году поступил в театральную студию при Казахском государственном драматическом театре, в 1960 году окончил эту студию по специальности «актёр кино и театра».
С 1960 по 1964 годы — актёр Карагандинского областного казахского драматического театра им. С. Сейфуллина.
С 1964 года до конца жизни работал в актерском составе Казахского государственного академического театра драмы им. Мухтара Ауэзова.
С труппой театра гастролировал в Казани, Уфе, Нукусе, Ташкенте, Ширазе (Иран) и Нанси (Франция).
С 1965 года снимался в кино.
С 1979 года — Член художественного совета по драматическому искусству Министерства культуры СССР.
Работал с такими мастерами театра, как Серке Кожамкулов, Шакен Айманов, Курманбек Жандарбеков, Канабек Байсеитов и многими другими. В театре играл с популярными артистами, как Нурмухан Жантурин, Идрис Ногайбаев, Асанали Ашимов.
За время работы на сцене Казахского драматического театра и в Казахфильме создал около 100 ролей.

### Семья
- Отец — Молдабеков Абыкан Молдабекулы, заслуженный деятель в сфере образования Казахской ССР.
- Мать — Акимжанова Мария.
- Брат — Молдабеков Куанышбек Абыканович.
- Жена — Баян Имашева (1941 г.р) — советская и казахская актриса театра, заслуженная артистка Казахстана.
- Имел одного сына по имени Ермек и двух дочерей Куралай и Карлыгаш.

## Творчество

### Роли в театре
Карагандинский областной казахский драматический театр имени С. Сейфуллина (1960—1964)
Из казахской и мировой классики и современной драматургии:
- 1960 — «Светлая любовь», авт. С. Муканов — Нуржан, Еркин.
- 1962 — «Ночные раскаты», авт. М. Ауэзов — Жантас.
- 1962 — «Кобыланды», авт. М. Ауэзов — Кобланды.
- 1963 — «Ромео и Джульетта», авт. У. Шекспир — Тибальт.

Казахский театр драмы имени М. О. Ауэзова (1964—1984)
Из казахской и мировой классики и современной драматургии:
- 1959 — «Знакомые люди», авт. Шахмет Хусаинов — Джигит.[1]
- 1960 — «Женитьба», авт. Н. В. Гоголь — Иван Павлович Яичница.
- 1964 — «Материнское поле», авт. Чингиз Айтматов — Майсалбек.
- 1965 — «Жаяу Муса», авт. Зейтин Акишев — Байдалы.
- 1966 — «Гвардия чести», авт. А. Абишев, соавт. М. Ауэзов — Бакытжан.
- 1967 — «Кобыланды», авт. М. Ауэзов — Кобланды.
- 1967 — «Сакен Сейфуллин», авт. С. Муканов — Сакен.
- 1968 — «Звезда Вьетнама», авт. И. П. Куприянов — Фрэнк Дингтон.
- 1968 — «Неизвестный герой», авт. А. Абишев — Иман.
- 1969 — «Ночные раскаты», авт. М. Ауэзов — Жантас.
- 1969 — «На чужбине», авт. К. Мухамеджанов — Саруар.
- 1970 — «Енлик — Кебек», авт. М. Ауэзов — Кебек.
- 1970 — «Облик и гибель», авт. С. Жунусов — Актёр.
- 1970 — «Женитьба Досыма», авт. К. Аманжолов — Досым.
- 1970 — «Судьбы», авт. Шахмет Хусаинов — Аукебай.
- 1970 — «Не забывай меня, солнце», авт. А. Абдуллин — Сергей Чекмарев.
- 1971 — «Укрощение строптивой», авт. У. Шекспир — Петруччо.
- 1970 — «Узник стелей», авт. О. Бодыков — Кривцов.
- 1971 — «Козы Корпеш — Баян сулу», авт. Г. Мусрепов — Жантык.
- 1973 — «Везучий Букен», авт. Аким Тарази — Букен.
- 1973 — «Кровь и пот», авт. А. Нурпеисов — Танирберген.
- 1975 — «Абай», авт. М. Ауэзов — Керим.
- 1975 — «Восхождение на Фудзияму» авт. К. Мухамеджанов совместно с Чингизом Айтматовым — Мамбет.
- 1975 — «Парторг», авт. К. Мукашев — директор совхоза Асанов.
- 1976 — «Гений», авт. К. Мырзалиев — Автор.
- 1976 — «Ричард III», авт. У. Шекспир — Ричард.
- 1978 — «Восстание снох», авт. Саид Ахмад — Аскар.
- 1980 — «Ровноденствие», авт. С. Жунусов — В. И. Ленин
- 1981 — «Карагоз», авт. М. Ауэзов — Нарша.
- 1982 — «Ленин в 1918 году», авт. А. Каплер — Матвеев.
- 1982 — «Риск», авт. Р. Сейсенбаев — Сагынов.
- 1982 — «Дядя Ваня», авт. А. Чехов — Иван Петрович Войницкий.
- 1983 — «Наследники», авт. Д. Исабеков — проводник.
- 1984 — «Парторг», авт. К. Мукашев — директор совхоза Асанов.

### Фильмография
- 1966 — «Крылья песни», реж. А. Мамбетов — Муса
- 1966 — «Лихая година», реж. А. Карсакбаев — Тажибай
- 1970 — «Кыз-Жибек», реж. С. Ходжиков — Шеге
- 1970 — «Летят лебеди», Киргизфильм.
- 1970 — «Белый квадрат» — шутник
- 1976 — «Моя любовь на третьем курсе» — Сатаев, директор совхоза
- 1977 — «Однажды и на всю жизнь», реж. В. Пусурманов — Еркебулан
- 1977 — «Долг», реж. А. Д. Ниточкин — Дженгеев
- 1978 — «Кровь и пот», реж. Ю. М. Мастюгин и А. Мамбетов — Еламан
- 1979 — «Щит города», реж. Л. Агранович — Касым Батыров
- 1980 — «Пора звенящего зноя», реж. А. Тажибаев.
- 1983 — «Искупи вину…», реж. С. Жармухаммедов — дед Кожабек
- 1984 — «Бойся, враг девятого сына», реж. В. Пусурманов.
- 1984 — «Койтас», реж. Е. Болысбаев — художник
- 1985 — «Сестра моя Люся», реж. Е. Шинарбаев — Баир, железнодорожник

## Цитаты
Вершиной роли Ануара я назвал бы роль дяди Вани — Ивана Петровича Войницкого из «Дяди Вани» Чехова. 
 Я верю, что зрители в Ануаре Молдабекове признали настоящего актёра, самого правдивого и самого искреннего актера нынешнего века. Я полагаю, что он является народным актером, гениальным выходцем из народной среды. Он — великий актер своего времени. 
 ... Он был самой яркой звездой в пляде бесчисленного множества ночных мерцающих светил. Несмотря на скромно прожитую жизнь, он оставался самой яркой звездной на сцене...Азербайжан Мамбетов
Каким замечательным актером был! Он всегда пылал огнем. Когда играл вместе с Ануаром, он подпирал тебя, тянул за руку, подталкивал тычком в затылок. Мы невольно следовали за ним.Сабира Майканова
Если Кобланды оказался обладателем могучей силы, пламенной мужественностью, то он создал роль большого художника, глубоко проникнувшего в душу человека.Раимбек Сейтметов
Увы, нет Ануара, который становился мечом при взмахе замахнешься, быть щитом при защите!Аскар Сулейменов
... Я хочу сказать, что роль коменданта Кремля замечательно вышла. Исполнитель — известный миру искусства актер Ануар Молдабеков мастерски показал характер и действия героя.Сабит Муканов
... Жантык Ануара Молдабекова, в отличие от привычного образа, нашел свое сплетение и широкий круг. Хотя он внешне выглядит лишь тенью Карабая, на самом деле похож на смерть, преследующей его.Калтай Мухамеджанов

## Награды и звания
- 1967 — Государственная премия Казахской ССР имени К. Байсеитовой в области литературы и искусства за роль Муса полнометражный художественный фильм «Крылья песни».[2]
- 1970 — почётное звание «Заслуженный артист Казахской ССР», за заслуги в советском и казахском кино и театральном искусстве.
- 1976 — почётное звание «Народный артист Казахской ССР», за большой заслуги в области советского и казахского кино, театрального искусства.
- Указом Президиума Верховного Совета СССР награждён орденом «Трудового Красного Знамени».
- Награждён Почетной грамотой Верховного Совета Казахской ССР.

## Память
- В 1998 году в Илийском районе Алматинской области было присвоено имя средней школе, где он учился.
- В Алма-Ате установлена мемориальная доска актёру.